# Gaurė
Gaurė is een plaats in de gemeente Tauragė in het Litouwse district Tauragė. De plaats telt 468 inwoners (2001).